# Mercat Vell de Sitges
El Mercat Vell de Sitges és un edifici del 1889 de l'arquitecte municipal de Sitges Gaietà Buïgas i Monravà situat a Sitges (Garraf). Forma part de l'Inventari del Patrimoni Arquitectònic de Catalunya.

## Descripció
Edifici situat al nucli més antic de Sitges, al costat de la Casa de la Vila. Es tracta d'una construcció d'una sola nau amb coberta a dues vessants. La façana de maó vist, és de composició simètrica i presenta com a element més remarcable la marquesina de ferro de l'entrada. L'edifici va ser concebut com una obra isolada, amb façanes a la plaça de l'Ajuntament i al carrer d'en Bosc (que fa angle recte). El mercat es va inaugurar el 1890, i el 1935 se li va afegir un cos, dedicat a mercat del peix, que uní el mercat a altres edificis.

## Història

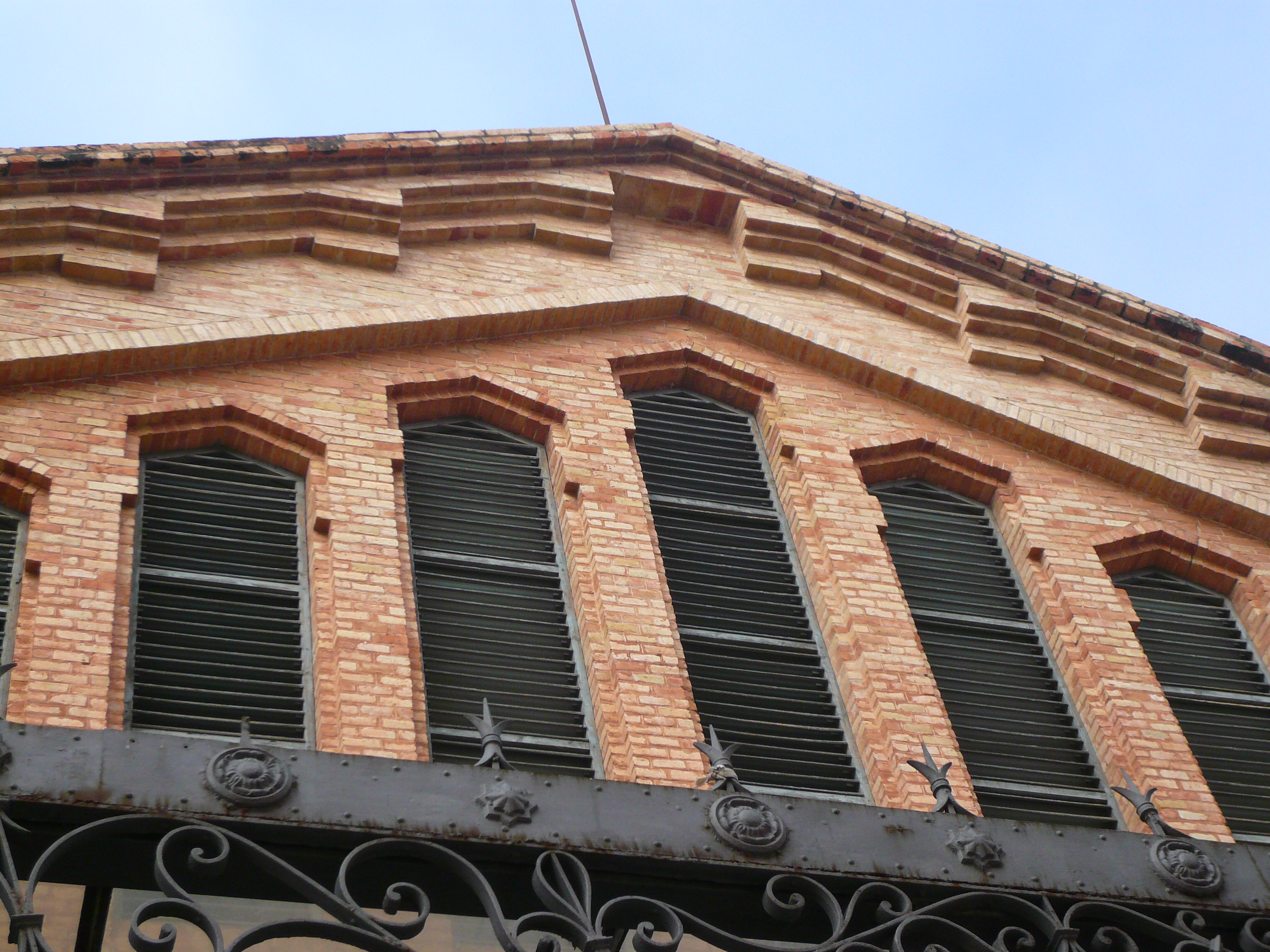
Detall de les finestres

Va ser projectat i dirigit per l'arquitecte municipal Gaietà Buïgas i Monravà, i és la primera construcció en ferro de la vila. Els plànols daten de l'any 1889. La subhasta de les obres fou adjudicada a Pere Ferran per 24.700 ptes. La inauguració oficial del mercat es va fer el 15 d'agost del 1890. De l'any 1891 es conserven encara els dibuixos originals de la marquesina de ferro colat de l'entrada, realitzats també per Gaietà Buïgas. L'any 1935 s'hi van fer obres d'engrandiment.
L'antic mercat va ser substituït per un de nou davant de l'estació de tren, inaugurat el 1986, i va tancar definitivament a començament de la dècada del 1990
Un cop tancat va passar a tenir usos culturals i entre el 2010 i mitjan 2021 va estar ocupat per la Casa Bacardí, un espai dedicat a difondre la història d'aquesta empresa de begudes i del seu fundador, Facund Bacardí i Massó, sitgetà de naixement.